# Pulau Sebatik
Pulau Sebatik (indonesiska: Sebatik) är en ö i Indonesien, på gränsen till Malaysia. Den ligger i den norra delen av landet, 1 700 km nordost om huvudstaden Jakarta. Arean är 452 kvadratkilometer.
Terrängen på Pulau Sebatik är lite kuperad. Öns högsta punkt är 439 meter över havet. Den sträcker sig 26,3 kilometer i nord-sydlig riktning, och 33,3 kilometer i öst-västlig riktning.